# Stimolo di colore
Lo stimolo di colore o stimolo luminoso è una radiazione luminosa con distribuzione spettrale di potenza definita, che penetra nell'occhio e produce una sensazione di colore. La distribuzione spettrale dello stimolo è una funzione che specifica l'energia relativa dello stimolo per ogni lunghezza d'onda compresa, solitamente, nell'intervallo da 380 a 780 nm, che sono le lunghezze d'onda della radiazione visibile.
Per i corpi autoluminosi (sorgenti luminose) la distribuzione spettrale dello stimolo è la distribuzione spettrale relativa di potenza della sorgente.

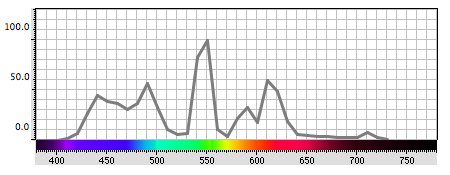
Lo stimolo di colore di una luce bianca, in particolare quella emessa da un monitor di computer.

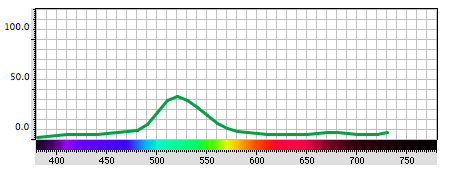
Lo stimolo di colore di un oggetto verde sotto l'illuminante D50.

Per i corpi non autoluminosi opachi la distribuzione spettrale dello stimolo è data dal prodotto del fattore di riflettanza spettrale per la distribuzione spettrale relativa di potenza della sorgente luminosa.
Per i corpi non autoluminosi trasparenti la distribuzione spettrale dello stimolo è data dal prodotto del fattore di trasmittanza spettrale per la distribuzione spettrale relativa di potenza della sorgente luminosa.